# Kysuce

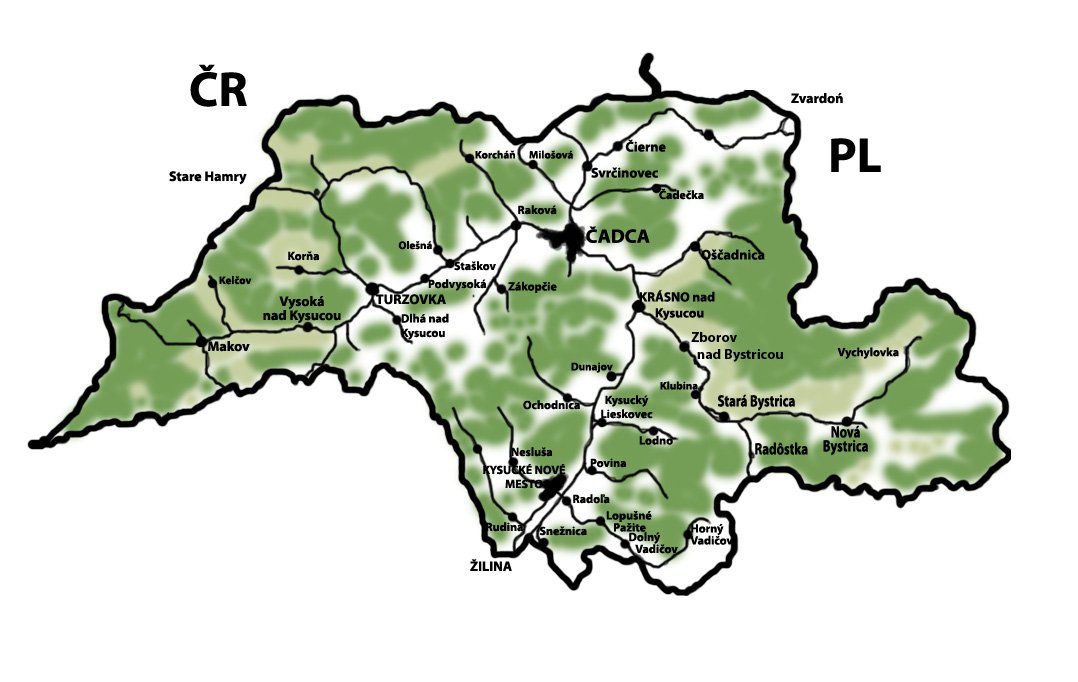
Mapa regionu

Kysuce – region w północno-zachodniej Słowacji, obejmujący dorzecze Kisucy oraz górne części dorzeczy Varinki i Zazrivki. Na północnym zachodzie graniczy z Czechami, na północnym wschodzie – z Polską.
Granicę na zachodzie wyznaczają Jaworniki z Wielkim Jawornikiem (1071 m n.p.m.), na północy – Beskid Morawsko-Śląski z Wielkim Połomem (1067 m n.p.m.) i w niewielkim fragmencie Beskid Śląski, na wschodzie – Beskid Żywiecki (w nomenklaturze słowackiej: Kysucké Beskydy) z najwyższym szczytem regionu Wielką Raczą (1236 m n.p.m.). Południową część regionu zajmują niższe pasma górskie, tzw. Góry Kisuckie (słow. Kysucká vrchovina) z najwyższym szczytem Ľadonhorą (999 m n.p.m.).
Nazwa regionu pochodzi od nazwy rzeki Kisucy i jest nazwą zwyczajową, związaną bardziej z regionem geograficznym i etnograficznym, niż historycznym. Nie ma ona bezpośredniego odniesienia do jakiejkolwiek dawnej jednostki administracyjnej państwa węgierskiego. Teren Kysuc obejmuje północny skrawek dawnej żupy trenczyńskiej, mniej więcej w granicach dzisiejszych powiatów czadeckiego i Kysucké Nové Mesto w kraju żylińskim.
Najstarszym punktem osadniczym na Kysucach jest dzisiejsze Kysucké Nové Mesto, leżące w dolinie Kisucy, przy dawnym szlaku wiodącym z doliny Wagu przez Przełęcz Jabłonkowską na Śląsk i do Krakowa.
Architekturę ludową regionu gromadzi Muzeum Wsi Kysuckiej.